# Pučile
Pučile (cyr. Пучиле) – wieś w Bośni i Hercegowinie, w Republice Serbskiej, w mieście Bijeljina. W 2013 roku liczyła 2090 mieszkańców.